# Dendrocerus africanus
Dendrocerus africanus är en stekelart som först beskrevs av Jean Risbec 1958.  Dendrocerus africanus ingår i släktet Dendrocerus och familjen trefåresteklar. Inga underarter finns listade i Catalogue of Life.